# 위그드라실

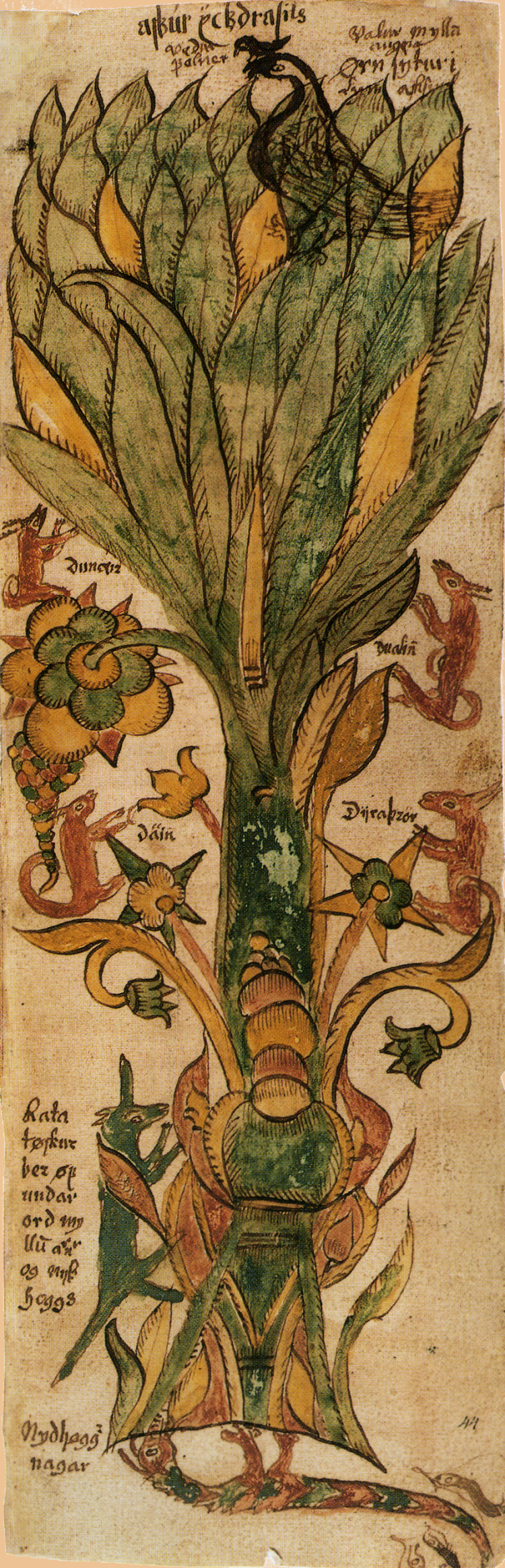
1680년대의 에다 필사본의 위그드라실 삽화.

위그드라실(고대 노르드어: Yggdrasill [ˈyɡˌdrasilː])은 노르드 신화의 중심을 이루는 세계수로, 아홉 개의 세계를 연결하는 존재다.
위그드라실은 13세기 이전까지 구전되던 서사시 모음집인 《고 에다》와 13세기에 스노리 스투를루손이 쓴 《신 에다》에 언급된다. 두 문헌에서 모두 위그드라실은 거대한 물푸레나무으로, 매우 신성한 존재로 취급된다. 에시르 신족은 매일 위그드라실에서 회의를 연다. 위그드라실의 가지는 높이는 하늘에 닿고, 뿌리는 세 갈래로 갈라져 각각 천상의 우르다르브룬느, 거인계의 미미스브룬느, 지하의 흐베르겔미르라는 세 개의 우물에 닿는다. 비룡 니드호그, 매 베드르폴니르와 이름 모를 수리, 수사슴 다인, 드발린, 두네위르, 두라스로르 등의 생물들이 위그드라실에서 살고 있다.
"위그드라실"이라는 이름의 어원에 대해 많은 학설이 제시되었으며, 나무가 주목이 아닌 다른 종일 가능성 역시 제기되고 있다. 미마메이드, 레라드, 호드미미스 홀트, 웁살라의 영목 등 신화의 다른 나무들과의 관계 역시 흥미거리이다.

## 같이 보기
- 세계축